# シェナンゴ (護衛空母)
シェナンゴ (USS Chenango, CVE-28)は、アメリカ海軍の護衛空母。サンガモン級航空母艦の3番艦。艦名はニューヨーク州のシェナンゴ川に因んで命名された。その名を持つ艦としては2隻目。

## 艦歴
「シェナンゴ」はシマロン級給油艦から改装された護衛空母4隻の内の1隻であった。最初は民間船「エッソ・ニューオーリンズ (Esso New Orleans) 」の船名でペンシルベニア州チェスターのサン造船所で1938年7月10日に起工し、1939年4月1日にラスボーン夫人によって命名・進水した。
1941年5月31日にアメリカ海軍によって取得され、艦隊給油艦 (AO-31) として1941年6月20日にW. H. メイズ艦長の指揮下で就役した。
「シェナンゴ」は海軍輸送部隊に配属され、ホノルルを初め大西洋、カリブ海および太平洋方面でタンカーの任務に従事した。1942年2月16日にドイツ海軍のUボートがアルバの精製施設を砲撃（アルバ攻撃）したとき、「シェナンゴ」は島の港に停泊していた。1942年3月16日に空母改装のため予備役となる。

### 1942年 - 1943年
改装作業が完了すると、1942年9月19日にACV-28（補助空母）として再就役する。「シェナンゴ」はトーチ作戦に参加する陸軍機を搭載して10月23日に北アフリカに向けて出航し、11月10日にフランス領モロッコのポート・ラウティーに陸軍機を陸揚げした。11月13日に21隻の駆逐艦へ給油作業を行うためカサブランカ入りしたが、1942年11月30日にハリケーンに遭遇し、広範囲な被害を受けた。「シェナンゴ」は直ちに修理され、12月中旬には太平洋方面に回航された。
「シェナンゴ」は1943年1月18日にヌメアに到着し、ソロモン諸島の攻防を支援する補給船団に空中掩護を提供する護衛空母群に加わった。また、配属されていた航空隊のうちの一つは、味方部隊の援護にあたっている海軍航空隊を増強するため、ガダルカナル島ヘンダーソン飛行場に派遣された。「シェナンゴ」の航空機は、7月12日のコロンバンガラ島沖海戦で損傷し後方に下がる軽巡洋艦「ホノルル (USS Honolulu, CL-48) 」と「セントルイス (USS St. Louis, CL-49) 」に対して空中援護を提供した。直後の7月15日にCVE-28（護衛空母）に艦種変更された「シェナンゴ」は、オーバーホールのためメア・アイランド海軍造船所に向かい、8月18日に到着した。オーバーホール後、「シェナンゴ」は新しく編成される航空隊のための練習空母として10月19日まで活動した後サンディエゴを出港して、ガルヴァニック作戦に参加するためエスピリトゥサント島に向かい、11月5日に到着した。11月20日から12月8日までの間、「シェナンゴ」の航空機はタラワの戦いの支援を行い、日本軍のいる海岸に対して爆撃や機銃掃射を繰り返して、沖合いに停泊する輸送船団を守った。そのさなかの11月29日2157、タラワ近海で搭載機が潜水艦を発見し、これを撃沈した。この潜水艦は「伊21」であった。作戦終了後、「シェナンゴ」はサンディエゴに戻って別の訓練任務に加わった。

### 1944年 - 1945年
1944年1月13日、「シェナンゴ」はサンディエゴを出撃してマーシャル諸島に向かい、クェゼリンの戦いおよびエニウェトクの戦いを支援した。続いてパラオ攻撃を行う第58任務部隊（マーク・ミッチャー中将）に随伴して、補給部隊の護衛にあたった。空襲を終えた後、「シェナンゴ」は4月7日にエスピリトゥサント島に帰投。間を置かずアイタペとホーランディアに対する作戦を支援し、第53.7任務群に属してからはマリアナ諸島への攻撃に参加した。「シェナンゴ」の航空機はパガン島への攻撃を担当し、飛行場と港湾施設を爆撃。また、グアムの戦いに先立って7月8日からグアムの写真偵察を行い、7月21日の上陸作戦以後は攻撃の一翼を担った。「シェナンゴ」は8月13日にマヌス島ゼーアドラー湾に帰投し、訓練と補給を行った。
9月10日から29日にかけて、「シェナンゴ」はモロタイ島の戦いに参加し、ハルマヘラ島の日本軍航空基地に対する攻撃を行ってフィリピンの戦いの露払いとした。ゼーアドラー湾で補給の後、10月12日にレイテ島攻略部隊とともにゼーアドラー湾を出撃した。この作戦には「シェナンゴ」を含めて18隻の護衛空母が参加して第77.4任務群を構成しており、司令官トーマス・L・スプレイグ少将は「サンガモン (USS Sangamon, CVE-26) 」を任務群総旗艦にしていた。任務群はさらに3つの部隊、第77.4.1任務隊（通称「タフィ1」。スプレイグ少将直卒）、第77.4.2任務隊（「タフィ2」。フェリックス・スタンプ少将）、第77.4.3任務隊（「タフィ3」。クリフトン・スプレイグ少将）に分けられていた。第77.4.1任務隊はサマール島南方海域、第77.4.2任務隊はレイテ湾口、第77.4.3任務隊はサマール島東方海上で、それぞれ哨戒と上陸部隊支援の任務を遂行していった。10月20日のレイテ島上陸作戦当日、「シェナンゴ」は3機の日本機の攻撃を受けたが、「サンガモン」と共同して全て撃墜し、パイロット1名を捕虜とした。10月24日、「シェナンゴ」は航空機受領のため「サギノー・ベイ(USS Saginaw Bay, CVE-82) 」とともに第77.4.1任務隊を離れてモロタイ島に向かった。このため「シェナンゴ」と「サギノー・ベイ」は10月25日のレイテ沖海戦に参加する事ができなかったが、初めての神風特別攻撃隊の攻撃にも遭わなかった。海戦後の10月28日に第77.4.1任務隊に再合流した「シェナンゴ」は、レイテ沖海戦で奮戦した他の護衛空母に航空機を補充していった。翌日、シアトルでオーバーホールを受けるため東に向かい、到着後1945年2月9日までオーバーホールに入った。
オーバーホールを終えた「シェナンゴ」は、3月4日にツラギ島に到着。訓練を行いながら西航しウルシー環礁に到着。3月27日、沖縄戦に参加するためウルシー環礁を出撃し、沖縄島南方海域への欺瞞上陸作戦に対して空中援護を行った。続いて、神風の根拠地と目された先島諸島の日本軍航空基地への攻撃を行ったが、その最中の4月9日、1機の戦闘機が着艦に失敗して破損し、飛行甲板上で火を撒き散らした。乗員の働きは素早く、適切な処置を行って重大な損害に拡大する事を防いだ。6月11日まで沖縄方面で行動し、タンカー船団を護衛してレイテ島サンペドロ湾に向かった。その後は日本本土への攻撃を行う第38任務部隊（ジョン・S・マケイン・シニア中将）の伴をして、補給部隊の護衛を担当した。

### 戦後
終戦後「シェナンゴ」は占領部隊の支援を行い、収容所から解放された約1,900名の連合軍捕虜と1,500名の民間人を輸送した。10月25日に東京湾を出航してサンディエゴでの短期オーバーホールの後、再びマジック・カーペット作戦に従事し、沖縄、真珠湾から西海岸へ帰還兵を輸送した。1946年2月5日にカリフォルニア州サンペドロを出航しボストンに向かい、8月14日に予備役となる。その後、1955年6月12日にCVHE-28（護衛ヘリ空母）へ艦種変更され、1959年3月1日に除籍。1960年2月12日に売却された。
「シェナンゴ」は第二次世界大戦の戦功で海軍殊勲部隊章と11個の従軍星章を受章した。